# Beilin

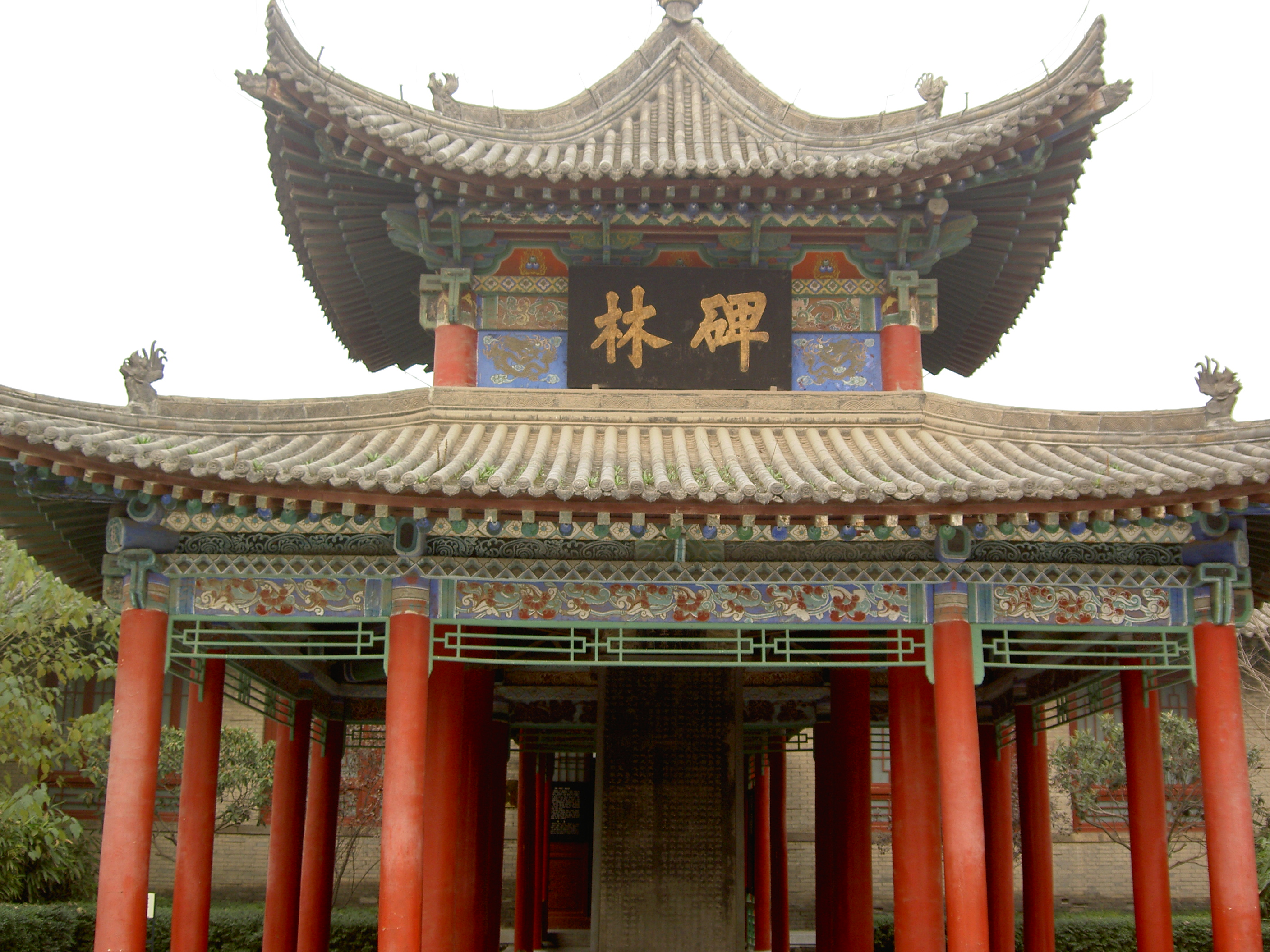
Brama wejściowa na teren Beilin

Muzeum Beilin w Xi’anie (chiń. 碑林; pinyin Bēilín; dosł. „Las Stel”) – zbiór stel oraz innych inskrypycji utrwalonych w kamieniu, znajdujący się w Xi’anie w Chinach. Jest największym tego typu zbiorem w kraju. Jego historia sięga czasów dynastii Tang (VII-X w.). 
Ze względu na nośnik inskrypcji oraz ogromne rozmiary kolekcji, obejmującej niemal 3000 eksponatów, bywa nazywany „najcięższą biblioteką świata”. Najstarsze zbiory pochodzą z czasów dynastii Han. Najbardziej znaną stelą z Beilin jest tzw. Stela z Xi’an.
Obecnie Beilin pełni funkcję ogólnodostępnego muzeum oraz jednej z głównych atrakcji turystycznych miasta.